# 海軍検査・調査委員会
海軍検査・調査委員会 (Board of Inspection and Survey、INSURV) は、アメリカ合衆国海軍において、艦船が任務を完全に果たし得る状態であるかどうかを検査・評価することを任務とする組織である。新造艦は運用に入る前にINSURVの評価により認証を受けることになっており、一般船舶における船級協会に相当する役割を持つ。
本部はバージニア州リトルクリーク海軍両用戦基地に置かれている。

## INSURVチーム
海軍検査・調査委員会は、1隻の海軍艦船につき60ヶ月を超えない間隔で検査チームを派遣する。このチームは、艦船の機器類を全般的にチェックし、その艦が海上での戦闘および作戦行動に堪えるかを評価する。

## 新造艦
米海軍に引き渡された新造艦は、就役前にINSURVチームの評価を受け、作戦に適する旨の認証を得なければならない。もし作戦に不適であると評価された場合は、指摘された不備を改修した上で再度評価を受け、認証を得るまでは作戦任務に就くことはできない。

## 歴史
検査・調査委員会は、アメリカ海軍の艦船が高い信頼性を確保しながら迅速に長期間の海上任務に就く準備ができていることを確認するためにアメリカ連邦議会が設置した組織で、1868年にデヴィッド・ファラガット提督の指揮下に設けられたのが最初である。その後、1877年にデイビッド・ポーター提督を長として、1870年11月16日に下令されていた任務範囲をさらに拡大する形で再編された。
1882年8月5日、アメリカ連邦議会は検査・調査委員会を設置する法律を制定し、法的権限を付与した。法定組織として設置された検査・調査委員会の最初の長はアレクサンダー・A・セムズ大佐であった。この日以降、INSURVはこの法律に基づく権限において活動している。
2008年には、駆逐艦スタウト、誘導ミサイル巡洋艦チョーシン、ドック型強襲揚陸艦ニューオーリンズを含む6隻の海軍艦艇が、INSURVの検査で落第した。さらに、他にも2ダース以上の艦船に重大な欠陥があることも判明した。従来、INSURVの検査結果は公表するのが慣例であったが、海軍は直ちに2008年の報告書を機密指定した。 これに対して、ジム・ウェッブ上院議員は、2009年4月に上院軍事委員会に海軍の決定について調査することを提言した。ロブ・ウィットマン委員長はウェッブを支持して「私は、報告書を機密指定するという決定は、議会に憲法上義務づけられた所与の監査権能を妨害するものになりかねないことを深く懸念している」と述べた。

## ミッション
海軍長官および海軍作戦部長 (CNO) は、以下の法および各種規制ならびに契約条件を履行するための代理人として検査・調査委員会委員長 (PRESINSURV) を指名する。
- 法および各種規制ならびに契約条件に適合した、試験、材料検査および艦船または補助舟艇の検査に関する方案の作成およびCNOの方針決定を行う。
- 作戦任務への適合性を判定するために、定期的に海軍艦船に委員会の士官が乗艦して調査を行う。
- 艦船および補助舟艇の重要部検査および調査を実施し、作戦任務に対する準備状況を評価する。
- 新造艦艇の受領/引き渡しにあたり、造船所および配備部隊から独立して所期の能力・性能・機能が充足されているか確認・検証する。また、受領後の保証期間中に製造者に責任がある設備が十分に機能しているかどうかを判定する。
- 評価中の確認結果に基づいて、機動部隊司令官、兵科司令官、 海軍海洋システムコマンド (NAVSEA) および必要な場合には海軍作戦部長室に対して、適時に率直かつ正確な調査結果と推奨される対策を提示する。
- 環境保護および装備、プログラム遵守および訓練を含む海軍労働安全衛生局 (NAVOSH) の検査を監督する。NAVOSH/EPの総合評価は、非作戦艦隊即応期間 (non-MI FRP) の間に36ヶ月を超えない範囲で実施される。
- 統計情報および重大欠陥に関する分析を行い、必要に応じて海軍作戦部長、艦隊司令部、海軍海洋システムコマンドなどの上級機関に対して情報提供を行う。

## 歴代委員長
| 氏名・階級                                   | 任期                  |
| -------------------------------------------- | --------------------- |
| デヴィッド・ファラガット大将                 | 1868年                |
| 不明                                         | 1869年-1877年         |
| デイビッド・ディクソン・ポーター大将         | 1877年                |
| ジョージ・Ｈ・クーパー中佐                   | 1877年-1880年         |
| 不明                                         | 1880年-1881年         |
| アレクサンダー・オーダーマン・セムズ中佐     | 1882年-1883年6月      |
| Ｊ・Ｃ・デクラフト中佐                       | 1883年8月-1885年10月  |
| エドワード・シンプソン少将                   | 1885年10月-1886年3月  |
| ジェームス・エドワード・ジェット少将         | 1886年6月-1890年2月   |
| ルイス・キンバリー少将                       | 1890年3月-1892年4月   |
| ジョージ・ベルクナップ少将                   | 1892年4月-1894年1月   |
| トーマス・Ｏ・セルフリッジ・ジュニア中佐     | 1894年3月-1895年10月  |
| ジョージ・デューイ中佐                       | 1895年11月-1897年11月 |
| フレデリック・ロジャース少将                 | 1898年10月-1901年2月  |
| ロブリー・ダングリソン・エヴァンス少将       | 1901年2月-1902年4月   |
| チャールズ・Ｊ・トレイン大佐                 | 1903年1月-1904年2月   |
| ジェームズ・Ｈ・デイトン大佐                 | 1904年2月-1906年2月   |
| チャールズ・ストックトン少将                 | 1906年2月-1906年5月   |
| ヒューゴ・オスターハウス大佐                 | 1906年5月-1906年9月   |
| ジョセフ・Ｎ・ヘムヒル少将                   | 1906年9月-1907年5月   |
| リチャードソン・クローバー大佐               | 1907年5月-1908年6月   |
| トーマス・Ｃ・マクレーン少将                 | 1908年6月-1909年12月  |
| チャウンシー・トーマス大佐                   | 1910年1月-1910年10月  |
| トーマス・スノーデン少将                     | 1910年10月-1911年11月 |
| オーガスタス・フランシス・フェクテラー大佐   | 1911年11月-1913年11月 |
| ヘンリー・ブレイド・ウィルソン大佐           | 1913年11月-1916年5月  |
| ウィリアム・Ａ・ギル大佐                     | 1916年5月-1918年10月  |
| ジョージ・Ａ・クライン大佐                   | 1918年10月-1921年11月 |
| チャールズ・ペスホール・プランケット少将     | 1921年8月-1922年11月  |
| N・A・マッカレー少将                         | 1922年12月-1923年6月  |
| アレクサンダー・Ｓ・ハルステッド少将         | 1923年6月-1923年8月   |
| G・H・バレージ少将                           | 1923年8月-1926年10月  |
| ルシウス・Ａ・ボストウィック少将             | 1926年10月-1928年10月 |
| フランク・Ｈ・ブランビー少将                 | 1928年11月-1929年6月  |
| ジョージ・Ｃ・デイ少将                       | 1929年7月-1929年9月   |
| サムナー・エリー・ウェットモア・キッテル少将 | 1929年9月-1931年6月   |
| ジョージ・Ｃ・デイ少将                       | 1931年6月-1935年10月  |
| J・D・ウェインライト少将                     | 1935年10月-1937年5月  |
| Ｈ・Ｌ・ブリンザー少将                       | 1937年7月-1940年9月   |
| ジョン・Ｗ・ウィルコックス・ジュニア少将     | 1940年9月-1941年12月  |
| デヴィッド・マクドナルド・レブレトン少将     | 1941年12月-1942年11月 |
| ウォルター・ストラットン・アンダーソン少将   | 1942年11月-1944年6月  |
| アーサー・G・ロビンソン少将                  | 1944年6月-1945年3月   |
| レイ・ノイス少将                             | 1945年3月-1946年6月   |
| フランク・A・ブライステッド少将              | 1946年7月-1951年3月   |
| カルバン・T・ダーギン少将                    | 1951年3月-1951年9月   |
| ジェームス・H・ドイル少将                    | 1951年9月-1952年5月   |
| ジョン・M・ヒギンズ少将                      | 1952年5月-1954年5月   |
| リチャード・F・スタウト少将                  | 1954年5月-1959年6月   |
| F・D・マッコークル少将                       | 1959年6月-1960年11月  |
| ドナルド・C・ヴァリアン少将                  | 1960年12月-1961年7月  |
| W・M・リオン大佐                             | 1961年8月-1961年11月  |
| ユージーン・B・フラッキー少将                | 1961年11月-1964年3月  |
| ハリー・L・レイター少将                      | 1964年3月-1967年6月   |
| ジョン・D・バルクリー少将                    | 1967年6月-1988年8月   |
| デヴィッド・J・クリンクハマー大佐            | 1988年8月-1988年9月   |
| セオドア・E・レウィン少将                    | 1988年9月-1992年7月   |
| フィリップ・R・オルソン少将                  | 1992年7月-1996年7月   |
| ヘンリー・F・ヘレーラ少将                    | 1996年7月-1997年12月  |
| ジョン・T・リオンズ3世少将                   | 1997年12月-1999年5月  |
| ウィリアム・R・シュミット少将                | 1999年5月-2002年8月   |
| カーティス・A・ケンプ少将                    | 2002年8月-2006年7月   |
| マイケル・P・ノヴァコフスキー少将            | 2006年7月-2007年4月   |
| レイモンド・マイケル・クライン少将           | 2007年4月-2009年11月  |
| ジョン・N・クリステンソン少将                | 2009年11月-2011年3月  |
| ロバート・O・レイ少将                        | 2011年3月-2013年10月  |
| ジェフリー・A・ハーレー少将                  | 2013年10月-2014年10月 |
| マイケル・E・スミス少将                      | 2014年10月-2015年8月  |
| サミュエル・ペレス少将                       | 2015年8月-2016年7月   |
| ジョン・C・クレイツ少将                      | 2016年7月-2017年5月   |
| エリック・M・ロス少将                        | 2017年6月－現在       |